# جامعة كم إل سونغ
جامعة كم إل سونغ (بالإنجليزية: Kim Il-sung University)‏ هي جامعة، تأسست في 1945، في كوريا الشمالية، بلغ عدد طلابها 10000.